# Schlossberg-Hauberg
Das Naturschutzgebiet Schlossberg-Hauberg liegt auf dem Gebiet der Stadt Hornberg im Ortenaukreis und der Stadt Triberg im Schwarzwald im Schwarzwald-Baar-Kreis in Baden-Württemberg.
Das Gebiet erstreckt sich südlich der Kernstadt Hornberg und nördlich der Kernstadt Triberg und von Gremmelsbach, einem Stadtteil von Triberg. Westlich verläuft die B 33 und fließt die Gutach, ein Nebenfluss der Kinzig.

## Bedeutung
Für Hornberg und Triberg im Schwarzwald ist seit dem 20. Januar 2000 ein 107,0 ha großes Gebiet unter der Kenn-Nummer 3.254 als Naturschutzgebiet ausgewiesen. Es handelt sich um „steile Berghänge mit Felsen, Block(schutt)halden und weitgehend naturnahen Wäldern.“ Es ist ein „Zeugnis historischer Waldbewirtschaftungsformen (Niederwälder und Eichenschälwälder).“